# 燕尾鏢鱸
燕尾鏢鱸為輻鰭魚綱鱸形目鱸亞目河鱸科的其中一種，分布於美國田納西州Station Camp溪至肯塔基州的Bear河流域，體長可達5.4公分。